# 마코쿠 공항
마코쿠 공항(프랑스어: Aéroport Makokou) IATA: MKU, ICAO: FOOK은 가봉 오고웨이빈도주 마코쿠를 서비스하는 공항이다. 활주로는 도시에서 북동쪽으로 4 킬로미터 (2.5 mi) 떨어져 있다.
마코쿠 무지향성 표지(식별 부호: KO)는 활주로에 위치한다.

## 항공사와 목적지
| 항공사                        | 목적지   |
| ----------------------------- | -------- |
| Nationale Regionale Transport | 리브르빌 |

## 같이 보기
- Aviation 포털
- 가봉의 공항 목록
- 가봉의 교통